# La Chapelle-Thouarault
La Chapelle-Thouarault (bretonisch: Bredual) ist eine französische Gemeinde mit 2.266 Einwohnern (Stand: 1. Januar 2022) im Département Ille-et-Vilaine in der Region Bretagne; sie gehört zum Arrondissement Rennes und zum Kanton Le Rheu (bis 2015: Kanton Montfort-sur-Meu). Die Einwohner werden Castel thouaraulins genannt.

## Geographie
La Chapelle-Thouarault liegt etwa 13 Kilometer westnordwestlich von Rennes. Umgeben wird La Chapelle-Thouarault von den Nachbargemeinden Saint-Gilles im Norden, L’Hermitage im Osten, Mordelles im Süden, Cintré im Süden und Südwesten sowie Breteil im Westen und Nordwesten.

## Bevölkerungsentwicklung
| 1962                      | 1968 | 1975 | 1982 | 1990 | 1999 | 2006 | 2012 |
| ------------------------- | ---- | ---- | ---- | ---- | ---- | ---- | ---- |
| 419                       | 451  | 792  | 1566 | 1975 | 1915 | 1969 | 1882 |
| Quelle: Cassini und INSEE |      |      |      |      |      |      |      |

## Sehenswürdigkeiten

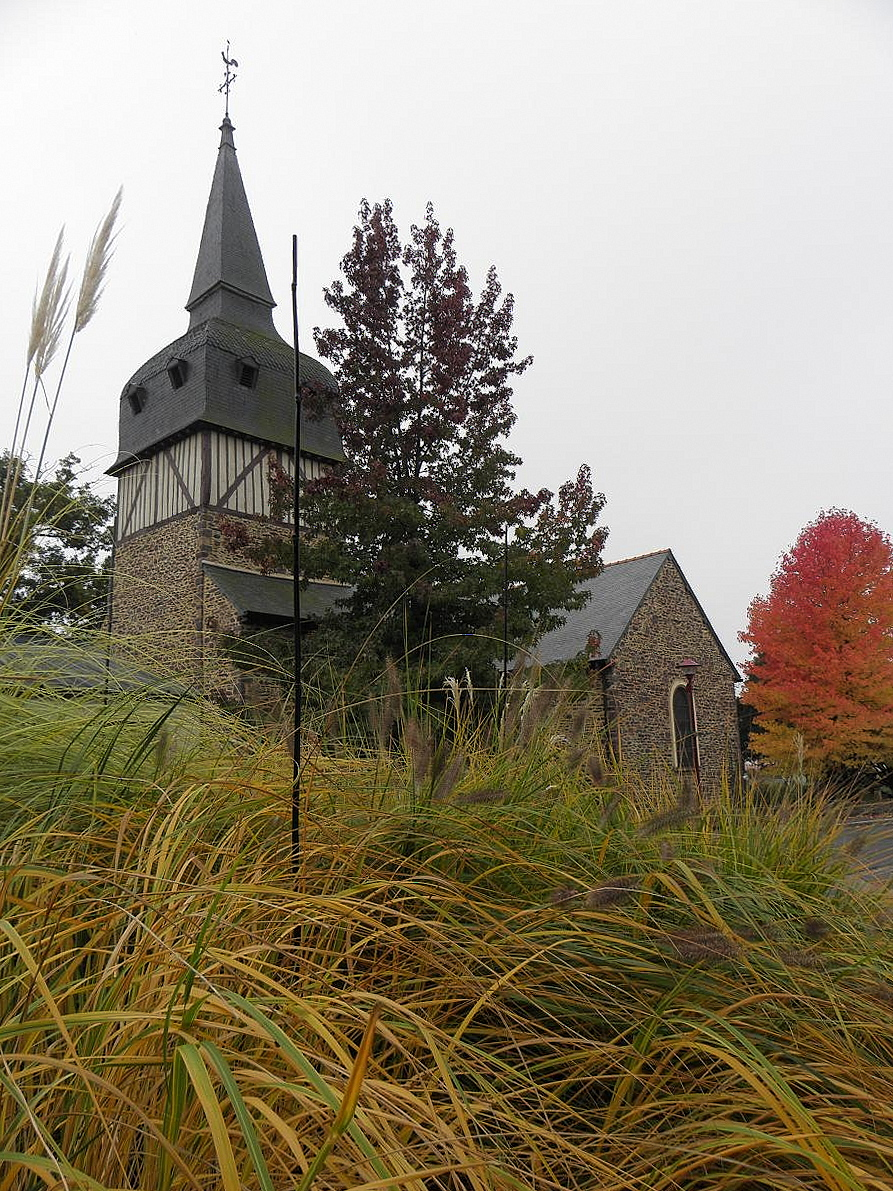
Kirche Notre-Dame

- Kirche Notre-Dame-de-Montual
- Häuser aus der Zeit um 1520